# Mário Wilson (football, 1954)
Pour les articles homonymes, voir Wilson.
Pour le footballeur né en 1929, père de celui-ci, voir Mário Wilson.
Mário Wilson, de son nom complet Mário Valdez Wilson, est un footballeur portugais né le 25 avril 1954 à Sé Nova. Il jouait au poste de milieu de terrain.

## Biographie
Il est le fils de Mário Wilson, entraîneur emblématique de l'Académica de Coimbra.
Mário Wilson commence sa carrière professionnelle en 1973 au sein du Leixões SC, où il évolue pendant une saison. En 1974, il rejoint l’Académica de Coimbra, le club de son père,.
Après deux années solides à l’Académica, il s'engage avec l’Atlético Clube de Portugal en 1975, où il joue 49 matchs et inscrit 6 buts sur deux saisons. Ses performances lui valent un transfert au Benfica Lisbonne en 1977, l'un des plus grands clubs du pays
Il joue 3 matchs en Coupe des clubs champions lors de la saison 1977-1978 dont le match aller-retour contre Liverpool : Benfica est éliminé en quarts de finale contre le club anglais, futur vainqueur. Son passage au Benfica reste marqué par un temps de jeu limité, avec seulement 18 apparitions en trois saisons.
De retour à l’Académica en 1980, il y retrouve sa régularité, disputant 83 matchs et inscrivant 7 buts lors de son second passage. Par la suite, il continue sa carrière au SC Farense, Estoril-Praia, et termine sa carrière professionnelle dans des clubs comme le Louletano, l’Almancilense, et enfin Oeiras,.

## Vie privée
Il est le fils de Mário Wilson et le père du défenseur central Bruno Wilson.